# Oligopeptídeo

Um tripeptídeo (exemplo Val-Gly-Ala) com
verde terminação amino marcado (L-Valina) e
azul terminação carboxila marcado (L-Alanina)

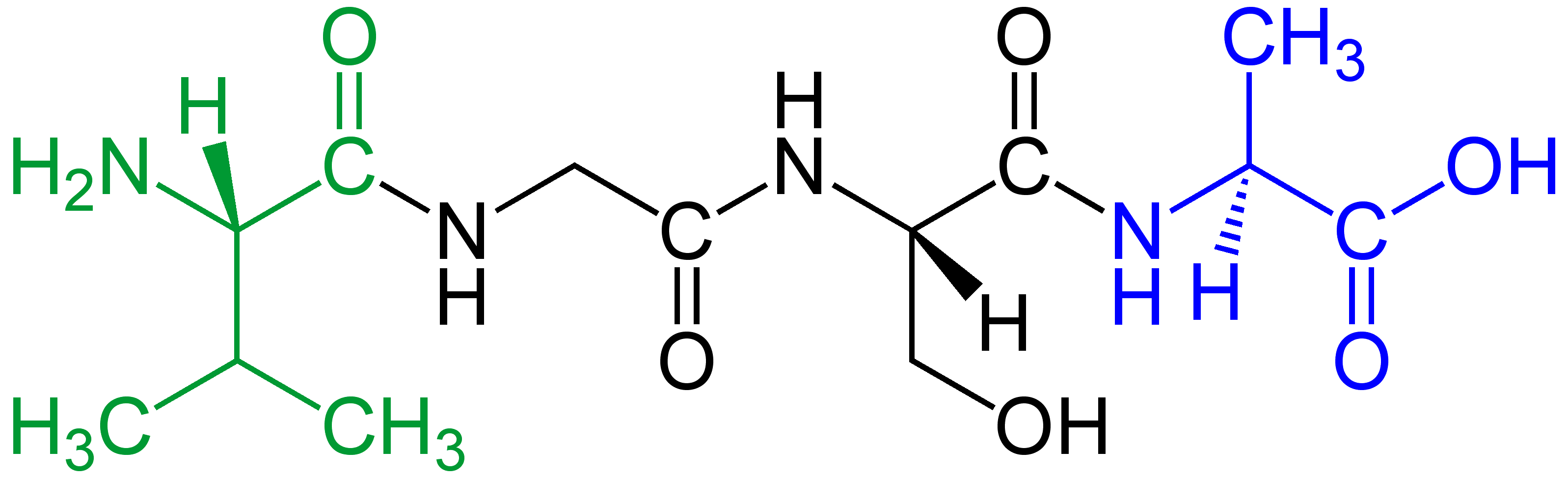
Um tetrapeptídeo (examplo Val-Gly-Ser-Ala) com
verde terminação amino marcado (L-valina) e
azul terminação carboxila marcado (L-alanina)

Um oligopeptídeo (oligo-, "um pouco"), é um peptídeo consistindo de dois a vinte aminoácidos, incluindo dipeptídeos, tripeptídeos, tetrapeptídeos e outros polipeptídeos.  Algumas das principais classes de oligopeptídeos naturais incluem aeruginosinas, cianopeptolinas, microcistinas, microviridinas, microgininas, anabaenopeptinas e ciclamidas.  Microcistinas são melhor estudadas devido ao seu potencial impacto tóxico na água potável.  Uma revisão de alguns oligopeptídeos descobriu que a maior classe são as cianopeptolinas (40,1%), seguido pelas microcistinas (13,4%).

## Produção
As classes de oligopeptídeos são produzidas por sintases peptídeos não ribossomaiss (abreviadas na literatura em inglês NRPS, de nonribosomal peptides synthases), exceto ciclamidas e microviridinas que são sintetizadas através de rotas ribossômica.

## Exemplos
Exemplos de oligopeptídeos incluem:
- Amanitinas - Peptídeos cíclicos retirados de carpóforos de diversas espécies de cogumelos.  Eles são inibidores potentes de ARN-polimerases na maioria das espécies eucarióticas, impedem a produção de mRNA e a síntese de proteínas.  Esses peptídeos são importantes no estudo da transcrição. A alfa-amanitina é a principal toxina da espécie Amanita phalloides, venenoso se ingerido por humanos ou animais.
- Antipaina - Um oligopeptídeo produzido por várias bactérias que atua como um inibidor de protease.[5]
- Ceruletida - Um decapeptídeo específico encontrado na pele de Hyla caerulea, a rã arborícola verde australiana.  Ceruletida tem muito em comum no que diz respeito à ação e composição colecistocinina.  Estimula a secreção gástrica, biliar e pancreática; e certos músculo lisos.  É usado para induzir pancreatite em modelos animais experimentais.
- Glutationa - Um tripeptídeo com muitas funções nas células. Ele se conjuga a fármacos para torná-los mais solúveis para excreção, é um cofator para algumas enzimas, está envolvido no rearranjo de ligações dissulfeto de proteínas e reduz peróxidos.
- Leupeptinas - Um grupo de oligopeptídeos acilados produzidos por Actinomicetos que funcionam como inibidores de protease. Eles são conhecidos por inibir em vários graus tripsina, plasmina, calicreínas, papaína e as catepsinas.[6]
- Netropsina - Um oligopeptídeo básico isolado de Streptomyces netropsis.  É citotóxico e sua ligação forte e específica a áreas A-T de DNA é útil para pesquisa genética.[7]
- Pepstatinas - Oligopeptídeos N-acilados isolados a partir de filtrados de cultura de Actinomicetos, os quais atuam especificamente para inibir proteases ácidas, como pepsina e renina.[8]
- Peptídeo T - N-(N-(N(2)-(N-(N-(N-(N-D-Alanil L-seril)-L-treonil)-L-treonil) L-treonil)-L-asparaginil)-L-tirosil) L-treonina.  Octapeptídeo compartilhando homologia de sequência com proteína do envelope de HIV gp120.  Pode ser útil como agente antiviral na terapia da AIDS.  A sequência do pentapeptídeo central, TTNYT, consistindo de aminoácidos 4-8 no peptídeo T, é a sequência do envelope do HIV necessária para a ligação ao receptor CD4.
- Faloidina - Um polipeptídeo muito tóxico isolado principalmente de Amanita phalloides (Agaricaceae) ou limite de morte; causa morte no fígado, rins e danos do CNS no envenenamento por cogumelos; usado no estudo de danos no fígado.[9]
- Teprotida - Um nonapeptídeo feito pelo homem (Pyr-Trp-Pro-Arg-Pro-Gln-Ile-Pro-Pro) que é exatamente o mesmo que o peptídeo do veneno da cobra, Bothrops jararaca.[10]  Ele inibe a cininase II e a angiotensina I e foi proposto como um agente anti-hipertensivo.
- Tuftsina - N(2)-((1-(N(2)-L-Treonil)-L-lisil)-L-prolil)-L-arginina.  Um tetrapeptídeo produzido no baço por clivagem enzimática de uma gamaglobulina leucofílica.[11]  Ele estimula a atividade fagocítica de leucócitos polimorfonucleares do sangue e neutrófilos em particular.[12]  O peptídeo está localizado no fragmento Fd da molécula de gama-globulina.[13]